# خواضات
الخواضات أو طوال الساق (الاسم العلمي: Charadrii)، رتيبة طيور من رتبة الزقزاقيات. توجد عادة على طول الشواطئ والسهول الطينية ذات المياه الضحضاحة من أجل الحصول على قوتها (مثل الحشرات أو القشريات) في الطين أو الرمل. يطلق عليها اسم «الطيور الساحلية» في أمريكا الشمالية، حيث يستخدم مصطلح «الخواض» للإشارة إلى طيور خواضة طويلة الأرجل مثل طيور اللقلاق والمالك الحزين.